# رون سكوت
رون سكوت هو لاعب هوكي الجليد كندي، ولد في 21 يوليو 1960 في جيلف في كندا.

## وصلات خارجية
- رون سكوت على موقع دوري الهوكي الوطني (الإنجليزية)
- رون سكوت على موقع EliteProspects.com (الإنجليزية)
- رون سكوت على موقع HockeyDB.com (الإنجليزية)
- رون سكوت على موقع Hockey-Reference.com (الإنجليزية)